# 蒲原郡
- 令制国一覧 > 北陸道 > 越後国 > 蒲原郡
- 日本 > 中部地方 > 新潟県 > 蒲原郡

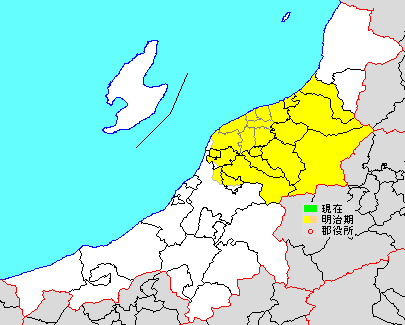
新潟県蒲原郡の範囲

蒲原郡（かんばらぐん）は、新潟県・福島県（越後国）にあった郡。

## 郡域

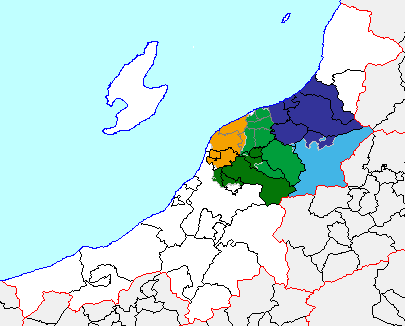
5分割された蒲原郡の範囲（水色：東蒲原郡、橙：西蒲原郡、緑：南蒲原郡、紺：北蒲原郡、薄緑：中蒲原郡）

現在の下記の区域にあたるが、行政区画として画定されたものではない。
- 新潟市の大部分（西蒲区間瀬を除く）[1]
- 三条市、新発田市、加茂市、五泉市、阿賀野市、胎内市、北蒲原郡聖籠町、西蒲原郡弥彦村、南蒲原郡田上町、東蒲原郡阿賀町の全域
- 燕市の大部分（野中才・五千石・大川津を除く）[2]
- 長岡市の一部（信濃川以東のうち思川新田、押切新田、池之島、坪根、大口、品之木、横山、関根、島田、長呂以北）
- 見附市の一部（概ね刈谷田川以北および葛巻南町・傍所町飛地）

但し、古代は上記のうち新潟市と阿賀町の阿賀野川以北（新潟市東区のうち阿賀野川旧流域である通船川以北地域を含む）および新発田市・胎内市・阿賀野市・聖籠町は沼垂郡であったため属しておらず、西蒲区間瀬は本郡に属していた。
越後国および北陸道で最大の面積を持つ郡であった。

## 古代
古代の文献には「かむはら」の訓もみられ、また中世には「神原」と記載されることもあった。
当初は越中国に属していたが、大宝2年（702年）に頸城郡・魚沼郡・古志郡とともに越後国に管轄を移された。古代から中世にかけてのある時期に北部の沼垂郡（北蒲原郡にほぼ相当する地域）を編入したが、その時期は明らかでない。

### 式内社
『延喜式』神名帳に記される郡内の式内社。
| 神名帳                       | 神名帳              | 神名帳 | 神名帳         | 比定社                   | 比定社                     | 比定社     | 集成 |
| 社名                         | 読み                | 格     | 付記           | 社名                     | 所在地                     | 備考       | 集成 |
| ---------------------------- | ------------------- | ------ | -------------- | ------------------------ | -------------------------- | ---------- | ---- |
| 蒲原郡 13座（大1座・小12座） |                     |        |                |                          |                            |            |      |
| 青海神社 二座                | アヲミノ            | 小     |                | 青海神社                 | 新潟県加茂市大字加茂       |            |      |
| 青海神社 二座                | アヲミノ            | 小     | 蒲原神社       | 新潟県新潟市中央区長嶺町 |                            |            |      |
| 宇都良波志神社               | ウツラハシノ        | 小     |                | 中山神社                 | 新潟県五泉市橋田           |            |      |
| 伊久礼神社                   | イクレノ            | 小     |                | 伊久礼神社               | 新潟県三条市井栗           |            |      |
| 槻田神社                     | ツキタノ            | 小     |                | 槻田神社                 | 新潟県三条市月岡           |            |      |
| 小布勢神社                   | ヲフセノ            | 小     |                | 小布勢神社               | 新潟県三条市上保内丙       |            |      |
| 伊加良志神社                 | イカラシノ          | 小     |                | （論）五十嵐神社         | 新潟県三条市飯田           |            |      |
| 伊加良志神社                 | イカラシノ          | 小     | （論）八木神社 | 新潟県三条市北五百川     |                            |            |      |
| 伊夜比古神社                 | イヤヒコノ          | 名神大 |                | 弥彦神社                 | 新潟県西蒲原郡弥彦村弥彦   | 越後国一宮 |      |
| 長瀬神社                     | ナカセノ            | 小     |                | 長瀬神社                 | 新潟県加茂市宮寄上         |            |      |
| 長瀬神社                     | ナカセノ            | 小     | 長瀬神社       | 新潟県加茂市八幡         |                            |            |      |
| 中山神社                     | ナカヤマノ          | 小     |                | 中山神社                 | 新潟県五泉市橋田字中山戊   |            |      |
| 中山神社                     | ナカヤマノ          | 小     | 中山神社       | 新潟県三条市大字西大崎   |                            |            |      |
| 旦飯野神社                   | -イヒノノ アシタ-   | 小     |                | 旦飯野神社               | 新潟県阿賀野市宮下         |            |      |
| 船江神社                     | フナエノ            | 小     |                | 船江神社                 | 新潟県新潟市中央区古町通   |            |      |
| 土生田神社                   | ツチフタノ ハニフタ | 小     |                | 土生田神社               | 新潟県南蒲原郡田上町羽生田 |            |      |

## 近代以降の沿革
所属町村の変遷は北蒲原郡#郡発足までの沿革、中蒲原郡#郡発足までの沿革、西蒲原郡#郡発足までの沿革、南蒲原郡#郡発足までの沿革、東蒲原郡#郡発足までの沿革をそれぞれ参照
- 「旧高旧領取調帳」に記載されている明治初年時点での支配は以下の通り。下記のほか寺社領、寺社除地[4]が存在。国名のあるものは飛地領。
  - 後の新潟区域（新潟町・寄居白山新田村） - 幕府領（新潟奉行所）
  - 後の北蒲原郡域（9町624村） - 幕府領（水原代官所・新発田藩預地）、旗本領、新発田藩、三日市藩、黒川藩、村上藩、陸奥会津藩
  - 後の中蒲原郡域（4町364村） - 幕府領（新潟奉行所・水原代官所・桑名藩預地・新発田藩預地）、新発田藩、村松藩、村上藩、駿河沼津藩、陸奥会津藩
  - 後の西蒲原郡域（2町357村） - 幕府領（水原代官所・新発田藩預地）、長岡藩、三根山藩、与板藩、新発田藩、陸奥会津藩、上野高崎藩、伊勢桑名藩
  - 後の南蒲原郡域（3町334村） - 幕府領（水原代官所・新発田藩預地・桑名藩預地・三日市藩預地）、村松藩、新発田藩、村上藩、与板藩、三日市藩、長岡藩、上野高崎藩、陸奥会津藩、伊勢桑名藩
  - 後の東蒲原郡域（1町69村） - 陸奥会津藩
- 慶応4年 
  - 4月19日（1868年5月11日） - 幕府領・旗本領が新潟裁判所の管轄となる。
  - 閏4月29日（1868年6月19日） - 戊辰戦争で新政府軍が桑名藩の陣屋がある刈羽郡柏崎を制圧。
  - 5月23日（1868年7月12日）  - 幕府領・旗本領・桑名藩領が越後府（第1次）の管轄となる。
- 明治元年 
  - 9月12日（1868年10月27日） - 沼津藩が転封により上総菊間藩となる。郡内の領地は引き続き管轄。
  - 9月21日（1868年11月5日） - 越後府（第1次）が改称して新潟府となる。
  - 9月22日（1868年11月6日） - 会津戦争で会津藩が新政府軍に降伏して領地を没収され、後の東蒲原郡域を除く領地が新潟府の管轄となる。
  - 10月1日（1868年11月14日） - 後の東蒲原郡域が若松民政局の管轄となる。
  - 12月7日（1869年1月19日） - 後の東蒲原郡域の郷村高帳の引き継ぎ以外の事務が上野館林藩の管轄となる。
  - 12月23日（1869年2月4日） - 後の東蒲原郡域の事務が館林藩と羽前新庄藩の共同管理となる。
- 明治2年 
  - 2月8日（1869年3月20日） - 後の東蒲原郡域と新潟町を除く区域が越後府（第2次）の管轄となる（新潟町は新潟府管轄のまま）。
  - 2月22日（1869年4月3日） - 新潟府が新潟県（第1次）に改称。
  - 5月4日（1869年6月13日） - 後の東蒲原郡域が若松県の管轄となる。館林藩・新庄藩の管轄も終了。
  - 7月27日（1869年9月3日） - 後の東蒲原郡域を除く区域が水原県の管轄となる（新潟町を含む）。
- 明治3年
  - 3月7日（1870年4月7日） - 後の東蒲原郡域を除く区域が新潟県（第2次）の管轄となる。
  - 7月 - 長岡藩領・三根山藩領・与板藩領・高崎藩領を除く全域で大規模な領地替えが行われ、新潟県・新発田藩領・村上藩領・黒川藩領・三日市藩領が再編。菊間藩領が消滅。
  - 10月22日（1870年11月15日） - 長岡藩が廃藩となり、領地が新潟県の管轄となる。
  - 10月29日（1870年11月22日） - 三根山藩が改称して峰岡藩となる。
- 明治4年
  - 7月14日（1871年8月29日） - 廃藩置県により藩領が新発田県、村上県、黒川県、三日市県、村松県、峰岡県、与板県、高崎県となる。
  - 11月20日（1871年12月31日） - 第1次府県統合により後の東蒲原郡域を除く区域が新潟県（第2次）の管轄となる。
- 明治9年（1876年）8月21日 - 後の東蒲原郡域が第2次府県統合により福島県の管轄となる。
- 明治12年（1879年）
  - 1月27日 - 郡区町村編制法の福島県での施行により、福島県蒲原郡に行政区画としての東蒲原郡が発足。
  - 4月9日 - 郡区町村編制法の新潟県での施行により、新潟県蒲原郡のうち新潟町・寄居白山新田村の区域に新潟区、新発田村ほか8町602村に北蒲原郡、新津町ほか4町350村に中蒲原郡、巻村ほか2町350村に西蒲原郡、三条町ほか3町302村に南蒲原郡が、それぞれ行政区画として発足。同日蒲原郡消滅。